# Колібрі-ельф гватемальський
Колі́брі-ельф гватемальський (Selasphorus ellioti) — вид серпокрильцеподібних птахів родини колібрієвих (Trochilidae). Мешкає в Мексиці і Центральній Америці. Вид названий на честь американського орнітолога Даніеля Жиро Елліота.

## Опис
Довжина птаха становить 6,5-7,6 см, вага 2-2,6 г. У самців номінативного підвиду верхня частина тіла зелена, за очима невеликі білі плямки. На горлі широкий райдужний рожево-фіолетовий "комір", пера з його країв виступають за межі горла. Боки коричнево-зелені. решта нижньої частини тіла білувата. Центральні стернові пера зелені, біля основи рудуваті, решта стернових пер руді з широкою чорною смугою на кінці, крайні стернові пера мають білі кінчики. Дзьоб короткий, прямий, чорнуватий.
У самиць верхня частина тіла така ж, як у самців. Підборіддя і горло у них білі, сильно поцятковані темними блискучими плямками. Верхня частина грудей біла, центр живота білуватий, боки і гузка коричневі. Хвіст більш чорний і менш рудий, ніж у самців, кінчики крайніх стернових пер скоріше коричнюваті, ніж білі. Забарвлення молодих птахів є подібне до забарвлення самиць, однак у молодих самців на горлі є блискучі рожеві плямки.
Представники підвиду S. e. selasphoroides є меншими, ніж представники номінативного підвиду. У самців цього підвиду горло позбавлене синього або фіолетового відблиску і навіть виглядає зеленим від деякими кутами. Нижня частина тіла у них скоріше охриста, ніж біла, кінчики крайніх стернових пер охристі. У самиць цього підвиду горло менш плямисте, боки і гузка охристі, кінчики центральних стернових пер темні, а крайніх — охристі.

## Підвиди
Виділяють два підвиди:
- S. e. ellioti (Ridgway, 1878) — гори на півдні Мексики (Чіапас і в Гватемалі);
- S. e. selasphoroides (Griscom, 1932) — гори в Сальвадорі і Гондурасі.

## Поширення і екологія
Гватемальські колібрі-ельфи мешкають в Мексиці, Гватемалі, Сальвадорі і Гондурасі. Вони живуть у вологих сосново-дубових лісах і вічнозелених тропічних лісах, на узліссях і галявинах та в прилеглих чагарникових заростях. Зустрічаються на висоті від 1500 до 3500 м над рівнем моря.
Гватемальські колібрі-ельфи живляться нектаром різноманітних квітучих рослин, зокрема Erythrina, Opuntia, Salvia, Cuphea jorullensis, Penstemon perfoliatus, Penstemon gentianoides, Tigridia orthantha, а також дрібними безхребетними. Птахи шукають нектар в нижньому і середньому ярусах лісу, під час живлення вони зависають в повітрі над квітками. Сезон розмноження триває з серпня по лютий. В кладці 2 яйця.